# Bùi Kim Quy
Bùi Kim Quy (sinh năm 1983 tại Hà Nội) là một đạo diễn phim, nhà biên kịch phim, nhà sản xuất phim, nhà giáo tại Việt Nam. Cô tốt nghiệp chuyên ngành Biên kịch, Trường Đại học Sân khấu và Điện ảnh Hà Nội năm 2006. Bùi Kim Quy hiện đang làm việc tại Khoa nghệ thuật điện ảnh thuộc Trường Đại học Sân khấu và Điện ảnh Hà Nội.

## Tác phẩm đã tham gia[3][4]

### Phim ngắn
| Năm  | Phim                            | Vai trò              | Đơn vị sản xuất                                                       | Giải thưởng                                   |
| ---- | ------------------------------- | -------------------- | --------------------------------------------------------------------- | --------------------------------------------- |
| 2004 | Cái đệm                         | Đạo diễn & biên kịch | Trung tâm hỗ trợ phát triển tài năng điện ảnh – Hội điện ảnh Việt Nam | Giải nhất - Cuộc thi phim ngắn toàn quốc 2004 |
| 2006 | Sao ban ngày không có mặt trăng | Đạo diễn & biên kịch | Ủy ban y tế Hà Lan tại Việt Nam                                       |                                               |
| 2007 | Giấc mơ thiên thần              | Đạo diễn & biên kịch | Anker Ehad (Ford Foundation)                                          |                                               |
| 2008 | Khung trời ảo vọng              | Đạo diễn & biên kịch | Anker Ehad (Ford Foundation)                                          |                                               |

### Phim điện ảnh
| Năm  | Phim                  | Vai trò              | Đơn vị sản xuất | Giải thưởng | Ghi chú        |
| ---- | --------------------- | -------------------- | --- | --- | -------------- |
| 2006 | Đã qua giao thừa      | Đạo diễn & Biên kịch | Trung tâm hỗ trợ phát triển tài năng điện ảnh – Hội điện ảnh Việt Nam                                                                    | | Phim nhựa 35mm |
| 2011 | Lời nguyền huyết ngải | Biên kịch            | Galaxy | |                |
| 2011 | Ngủ mơ                | Biên kịch            | | |                |
| 2012 | Cưới ngay kẻo lỡ      | Biên kịch            | Galaxy | |                |
| 2012 | Những người lạ        | Biên kịch            | | |                |
| 2013 | Người truyền giống    | Biên kịch            | Hỗ trợ hậu kỳ của Asean Cinema Fund – Busan năm 2014                                                                                     | Chiếu ra mắt khu vực Châu Á tại Liên hoan phim quốc tế Busan 2014 với 03 đề cử: 1. Đề cử giải NETPAC Award – Kolkata International Film Festival 2014. 2. Đề cử giải GRAND Frix – New Horizons International Film Festival 2015 3. Đề cử giải COMPETITION GRAND Prize – Taipie Film Festival 2015. 4. Giải thưởng Best photography – Asean International Film Festival & Awards 2015. |                |
| 2014 | Cha cõng con          | Biên kịch            | Tuvan Media | Đoạt giải Biên kịch xuất sắc nhất tại Liên hoan phim Việt Nam lần thứ 20 vào năm 2017 |                |
| 2016 | Miền ký ức            | Biên kịch            | - Nhận được hỗ trợ phát triển kịch bản của Asean Cinema Fund – Busan năm 2016 - Được hỗ trợ Post-production Fund của Purin Pictures 2019 | - Được lựa chọn tham gia Berlinale Co-Production Market - Berlinale Talent Projects năm 2017 |                |